# 타이니 툰의 등장인물 목록
다음은 타이니 툰의 등장인물 목록이다.

## 주요 등장인물
버스터 버니
성우 - 찰리 애들러/송도순
본 작품의 주요 등장인물. 빨간색 셔츠를 입고 흰 장갑을 낀 파란색-흰색 수컷 토끼이다. 
뱁스 버니
성우 - 트레스 맥닐/송도영
공식적인 본명은 바버라 앤 뱁스이지만 줄여서 뱁스라고 부른다. 귀에 노란색 셔츠, 보라색 치마를 입고 보라색 리본을 단 암컷 분홍색 토끼이다.
플러키 덕
성우 - 조이 앨러스키/박영화
흰색 옷을 입은 녹색 수컷 오리. 루니 툰의 멘토 대피 덕과 마찬가지로 탐욕스럽고 이기적이며, 이기적인 것으로 묘사되어 종종 개인적인 영광을 목표로 다양한 계획에 관여한다. 
햄튼 피그
성우 - 돈 메시크/서영애
파란색 바지를 입은 분홍색 수컷 돼지. 포키 피그를 기반으로 한 시리즈에서 햄튼의 역할은 직선적인 사람이며, 종종 플러키의 장난에 대항한다.
엘마이라 더프
성우 - 크리 서머/정미숙
파란색 블라우스, 흰색 치마를 입고 흰색 양말을 신은 빨간머리 소녀.
몬타나 맥스
성우 - 대니 쿠크시/안정현
"몬티"라는 별명이 있는 갈색머리 소년이자 주요 길항제.